# Entorrhizomycetes
Division
Sous-division
Classe
Les Entorrhizomycetes sont une classe de champignons, qui sont considérés comme les seuls représentants de la division des Calcarisporiellomycota.

## Liste des ordres
- Entorrhizales
- Talbotiomycetales